# Ласфайад
Ласфайа́д (фр. Lasfaillades, окс. Las Falhadas) — коммуна во Франции, находится в регионе Юг — Пиренеи. Департамент — Тарн. Входит в состав кантона От-Тер-д’Ок. Округ коммуны — Кастр.
Код INSEE коммуны — 81137.

## География
Коммуна расположена приблизительно в 590 км к югу от Парижа, в 85 км восточнее Тулузы, в 50 км к юго-востоку от Альби.
На юге коммуны расположено озеро Сен-Пер.

## Климат
Климат умеренно-океанический. Зима мягкая и дождливая, лето жаркое с частыми грозами. Ветры довольно редки.

## Население
Население коммуны на 2010 год составляло 75 человек.
| 1962 | 1968 | 1975 | 1982 | 1990 | 1999 | 2010 |
| ---- | ---- | ---- | ---- | ---- | ---- | ---- |
| 119  | 101  | 87   | 73   | 80   | 84   | 75   |

## Администрация
| Период | Период | Фамилия               | Партия | Примечания |
| ------ | ------ | --------------------- | ------ | ---------- |
| 2001   | 2008   | Жанна-Мари Муре       |        |            |
| 2008   | 2020   | Брижит Пайе-Фернандес |        |            |

## Экономика
В 2007 году среди 45 человек в трудоспособном возрасте (15—64 лет) 30 были экономически активными, 15 — неактивными (показатель активности — 66,7 %, в 1999 году было 63,2 %). Из 30 активных работали 28 человек (15 мужчин и 13 женщин), безработных было 2 (1 мужчина и 1 женщина). Среди 15 неактивных 4 человека были учениками или студентами, 3 — пенсионерами, 8 были неактивными по другим причинам.

## Фотогалерея

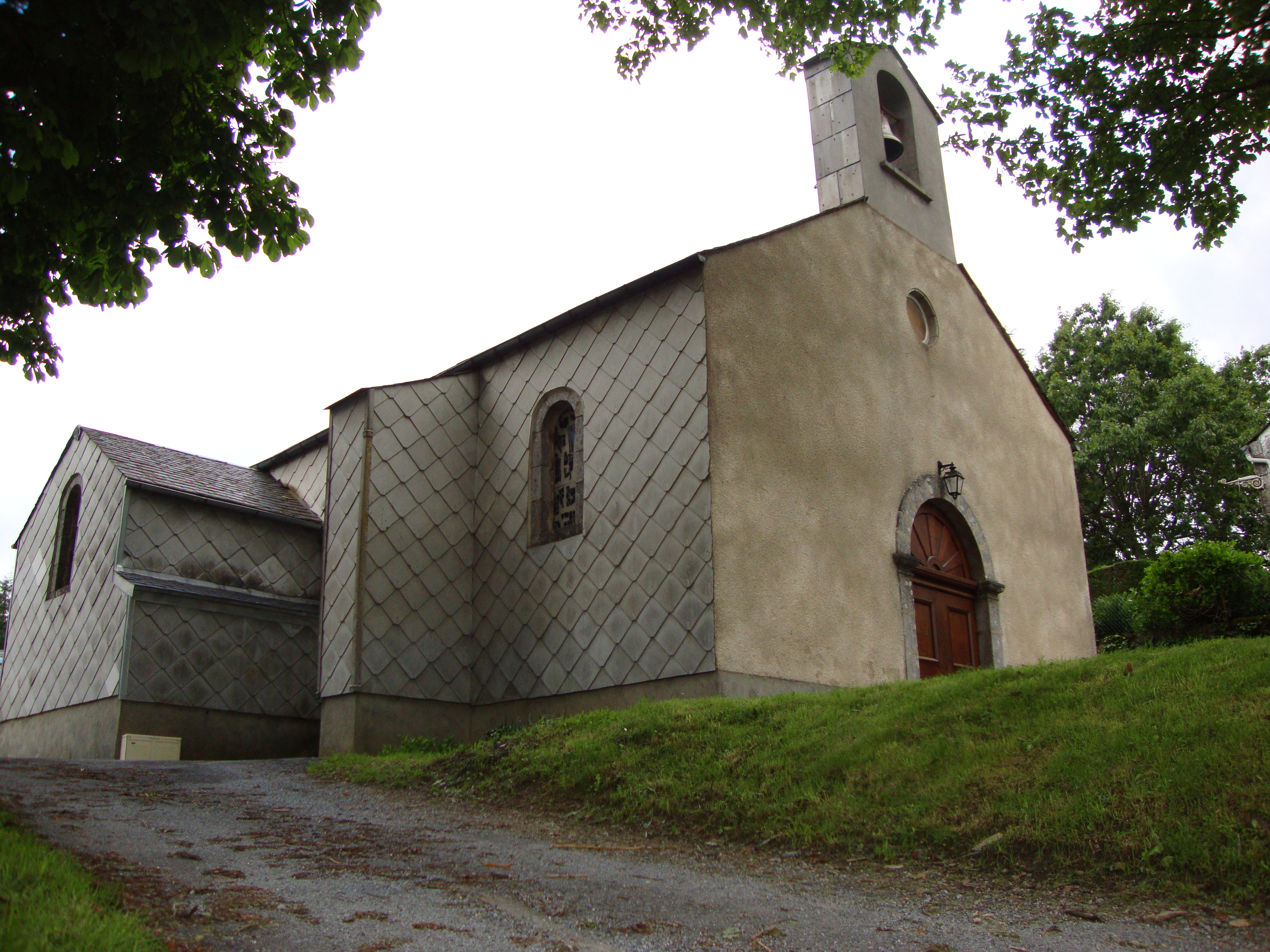
Церковь
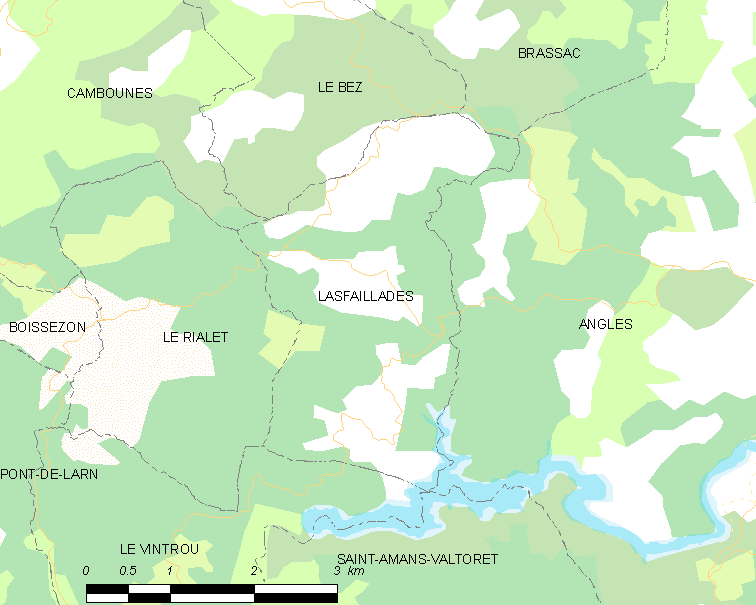
Карта коммуны